# Практическая транскрипция
Практи́ческая транскри́пция — запись иноязычных имён и названий с помощью исторически сложившейся орфографической системы языка, на который они передаются. Практическая транскрипция использует обычные знаки (буквы) языка-приёмника без введения дополнительных знаков. Практической транскрипцией на русский язык слово записывается буквами кириллицы с приблизительным сохранением его звукового облика в исходном языке, а также с возможным учётом написания в оригинале и сложившихся традиций.
Практическую транскрипцию следует отличать от:
- фонетической транскрипции, имеющей целью как можно более точную передачу произношения средствами введения специальных символов или диакритических знаков;
- фонематической (фонемной или фонологической) транскрипции, отражающей лишь фонемы слов, без учёта их аллофонов.
- транслитерации, определяемой только исходным написанием;
- перевода или кальки.

## История
Термин «практическая транскрипция» впервые применён в 1935 году А. М. Сухотиным в книге «Передача иностранных географических названий» в сборнике «Вопросы географии и картографии» (М., 1935) и введён во всеобщее употребление А. А. Реформатским («Введение в языкознание». М., 1947).

## Цели практической транскрипции
Практическая транскрипция стремится одновременно выполнить несколько требований:
- приблизительное сохранение звукового облика передаваемого слова;
- сохранение морфемной структуры слова;
- отражение всей фонологической системы языка-оригинала вместе с системой фонемных противопоставлений[2];
- отражение написания оригинала, особенно когда оно восполняет невозможность воспроизвести звучание;
- учёт языковых аналогий (например, польское -ski и русское -ский);
- учёт сложившихся традиций;
- приближение фонетико-графического и грамматического облика слова к системе собственного языка.

Эти требования часто вступают в противоречия друг с другом, их одновременное выполнение оказывается невозможным, вследствие чего возникают транскрипционные варианты.
Применение практической транскрипции связано с определёнными издержками. Поскольку звуковой строй языка-приёмника отличается от исходного языка, неизбежны погрешности при передаче слов, передача различных исходных фонем одинаковыми буквами с потерей различия звуков. Практическая транскрипция изменялась и продолжает меняться, зачастую существует разнобой в передаче одной и той же фонемы в различных неспециализированных изданиях. Поэтому при передаче иноязычных имён и названий на русский язык рекомендуется пользоваться последними изданиями специализированных справочников, указанных ниже.
При передаче иноязычных имён средствами русского языка возможны необычные для него комбинации букв. Такие комбинации проникли и в нарицательные существительные (бульон, парашют, кэндо), но гораздо больше подобных случаев при передаче имён собственных (Шяуляй, Чюрлёнис, Шэньси, Чанъань и др.). Во многих системах транскрипции подобных комбинаций стараются избегать, записывая Джек вместо «Джэк» (англ. Jack), Чилдыр вместо «Чылдыр» (тур. Çıldır), и т. п.

## Процесс транскрибирования
В процессе транскрибирования выделяются следующие этапы:
1. Анализ написания в языке-источнике.
2. Чтение иноязычного написания.
3. Определение фонемного состава слова и перевод фонем в фонемы принимающего языка.
4. Запись в принимающем языке.

## Некоторые общие правила практической транскрипции на русский язык
Для передачи иноязычных географических названий в ЦНИИГАиК была разработана общая инструкция, на основе которой впоследствии издавались инструкции для конкретных языков. Некоторые правила из этой инструкции:
- При выборе способа передачи звука средствами русского алфавита может учитываться традиция, сложившаяся для конкретного языка: так, [[Глухой глоттальный щелевой согласный|[h]]] в азербайджанских названиях передаётся русским г, хотя в общем случае — через х.
- Буква ъ используется в качестве слогоразделителя на стыке слов (Кызылъюлдуз); кроме того, при передаче с некоторых языков он может ставиться вопреки русской орфографии перед любым гласным, а не только йотированным: Нинъань (с китайского), Масъуди (с арабского).
- Апостроф применяется для отражения графики оригинала после однобуквенных артиклей и предлогов в романских языках, частицы O' в ирландских словах, но не в функции слогоразделителя: L’Homme de Pierre — Л’Омм-де-Пьер, O’Brennan — О’Бреннан. После нескольких букв апостроф не передаётся: Castell’Alfero — Кастель-Альферо, как и при передаче английского притяжательного падежа: Saint David’s Head — Сент-Дейвидс-Хед.
- При передаче сложных названий между отдельными словами ставится дефис, и каждое слово пишется с прописной буквы, кроме предлогов, союзов и других вспомогательных слов в середине названия (Шато-дю-Луар). Предлоги и союзы, как правило, транскрибируются: Casas y Reino — Касас-и-Рейно. Однако предлоги в, у, над в славянских языках дефисами не выделяются.
- Артикли, как правило, сохраняются при передаче названий населённых пунктов; в начале названия они пишутся с прописной буквы.
- Долгота гласных, как правило, в русской передаче не отражается, как бы она графически ни обозначалась (диакритическими знаками, удвоением букв, дополнительными буквами и пр.). Исключение, принятое позднее — финский и эстонский языки, в которых удвоение гласных является единственным способом передачи их долготы.
- Удвоение согласных сохраняется, если оно означает долготу согласного; для отдельных языков удвоение может сохраняться и в тех случаях, когда оно влияет на звучание предшествующих гласных (немецкий, английский и пр.). Некоторые источники распространяют передачу удвоения согласных на все случаи.
- Поскольку русская буква е в иностранных словах обычно не смягчает предшествующий согласный, то именно она, а не э, используется для передачи звука [e] или [ɛ] после согласных: Остенде, а не Остэндэ, Сен-Назер, а не Сэн-Назэр, Митаке, а не Митакэ. Это правило действует и на японские географические названия, перекрывая систему Поливанова, в которой используется э после согласных. Однако в отдельных случаях может использоваться э — для сохранения графики оригинала (в передаче с монгольского) или тогда, когда мягкость имеет смыслоразличительное значение (китайские те — tie и тэ — te). Буква е также используется после гласного и.
- Гласный [[Огублённый гласный переднего ряда средне-верхнего подъёма|[ø]]] или [[Огублённый гласный переднего ряда средне-нижнего подъёма|[œ]]] передаётся обычно после согласной как ё, а в начале слова — через э. Однако c некоторых языков эти гласные могут передаваться по традиции как о (каз. Ақкөл — Акколь).
- Гласный [[Огублённый гласный переднего ряда верхнего подъёма|[y]]] или [[Ненапряжённый огублённый гласный переднего ряда верхнего подъёма|[ʏ]]] передаётся после согласной как ю, а в начале слова может передаваться как и, ю или у.
- Носовые гласные обычно передаются через добавление буквы н или м в зависимости от написания в оригинале или позиции носового гласного: фр. Alençon — Алансон, фр. Quimper — Кемпер, порт. Santarem — Сантарен, пол. Dąbrowa — Домброва.
- Сочетания [[Альвеолярный латеральный аппроксимант|среднего [l]]] с гласными заднего ряда передаются через ла, ло, лу, а не ля, лё, лю (исп. La Plata — Ла-Плата, Luzon — Лусон), но для языков с разницей между твёрдым и средним l могут быть исключения: пол. Laski — Ляски. Исключение делается и для названий, закреплённых традицией: нем. Luzern — Люцерн.
- Среднее [l] на конце слова и перед согласной обычно передаётся с большинства европейских языков через ль, но для некоторых языков с более твёрдым произношением (английский, нидерландский, португальский) оно передаётся через л.